# Anatolij Kuklin
Anatolij Pietrowicz Kuklin, ros. Анатолий Петрович Куклин (ur. 3 stycznia 1932 w mieście Satka w obwodzie czelabińskim (ZSRR), zm. 16 stycznia 2006 w Kijowie) – pułkownik lotnictwa, członek drugiego oddziału kosmonautów ZSRR (WWS 2).

## Wykształcenie oraz służba wojskowa
- 1947 – ukończył szkołę podstawową.
- 1949 – został absolwentem 11 Swierdłowskiej Szkoły Lotnictwa Wojskowego.
- 1952 – po zakończeniu szkolenia w Stalingradzkiej Wojskowej Szkole Lotniczej (ВАУЛ) rozpoczął służbę w siłach powietrznych okręgu murmańskim. Przez kilka lat stacjonował w Grupie Wojsk Radzieckich na terenie NRD.
- 1961 – do czasu zakwalifikowania się do oddziału kosmonautów służył w moskiewskim okręgu wojskowym.

## Kariera kosmonauty
- 10 stycznia 1963 – został wybrany do drugiej grupy radzieckich kosmonautów (WWS 2). Mieli oni uczestniczyć w misjach o charakterze wojskowym. Przez dwa lata przechodził ogólne szkolenie przygotowujące do lotu w kosmos (ОКП).
- marzec 1965 – podczas lotu statku kosmicznego Woschod 2 razem z Anatolijem Filipczenko był operatorem łączności w jednym z syberyjskich naziemnych punktów kierowania lotem.
- 1966-1967 – wraz z grupą innych kosmonautów przechodził szkolenie w ramach programu Spiral.
- 1967-1968 – w składzie innej grupy kosmonautów przeszedł trening do lotu na statku kosmicznym 7K-L1, którego zadaniem był lot wokół Księżyca. Był dublerem Aleksieja Leonowa.
- 1968 – jako dowódca trzeciej (rezerwowej) załogi szkolił się do lotu w ramach projektu Kontakt. Razem z nim w składzie załogi znaleźli się z Władisławem Wołkowem i Piotrem Kołodinem.
- styczeń 1969 – był drugim dublerem Borysa Wołynowa w czasie misji Sojuza 5.
- luty-lipiec 1969 – uczestniczył w przygotowaniach do lotu trzech statków załogowych – Sojuz 6, Sojuz 7 i Sojuz 8. Był razem z Georgijem Grieczko i Piotrem Kołodinem w składzie drugiej rezerwowej załogi Sojuza 8.
- lipiec 1969 – z uwagi na stan zdrowia został odsunięty od dalszych przygotowań do lotów w kosmos.
- 1969-1975 – dalej pełnił służbę w oddziale kosmonautów pełniąc m.in. funkcję zastępcy komendanta oddziału kosmonautów a później komendanta oddziału kosmonautów-słuchaczy.
- 15 września 1975 – zgodnie z rozkazem dowództwa lotnictwa wojskowego opuścił oddział kosmonautów. Przeszedł do służby w Sztabie Sił Powietrznych gdzie zajmował się przygotowywaniem i bezpieczeństwem lotów kosmicznych.
- 31 grudnia 1987 – z uwagi na wiek został przeniesiony do rezerwy.

## Po opuszczeniu oddziału kosmonautów
- 1987-1995 – był członkiem Rady Głównej Komitetu ds. Kosmonautyki przy DOSAAF – Ochotniczym Towarzystwie Wspierania Armii, Lotnictwa i Floty ZSRR (ДОСААФ СССР).

Od 1992 roku organizacja ta zmieniła swoją nazwę na ROSTO – Rosyjskie Sportowo-Techniczne Towarzystwo Obronne (РОСТО).

## Nagrody i odznaczenia
- Order Przyjaźni Narodów (1984),
- Order „Za służbę Ojczyźnie w Siłach Zbrojnych ZSRR” – III stopnia (1977) oraz 10 innymi medalami.

Zmarł 16 stycznia 2006 na skutek powikłań po udarze mózgu.